# 辦公室套件

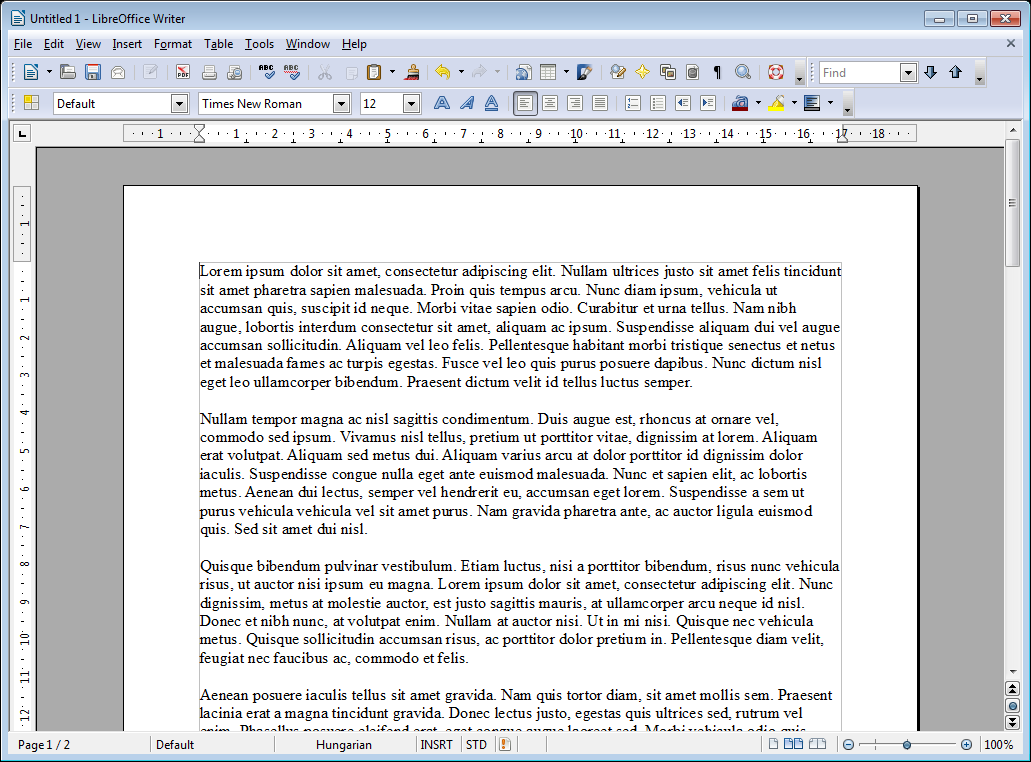
LibreOffice Writer，一个文字处理器

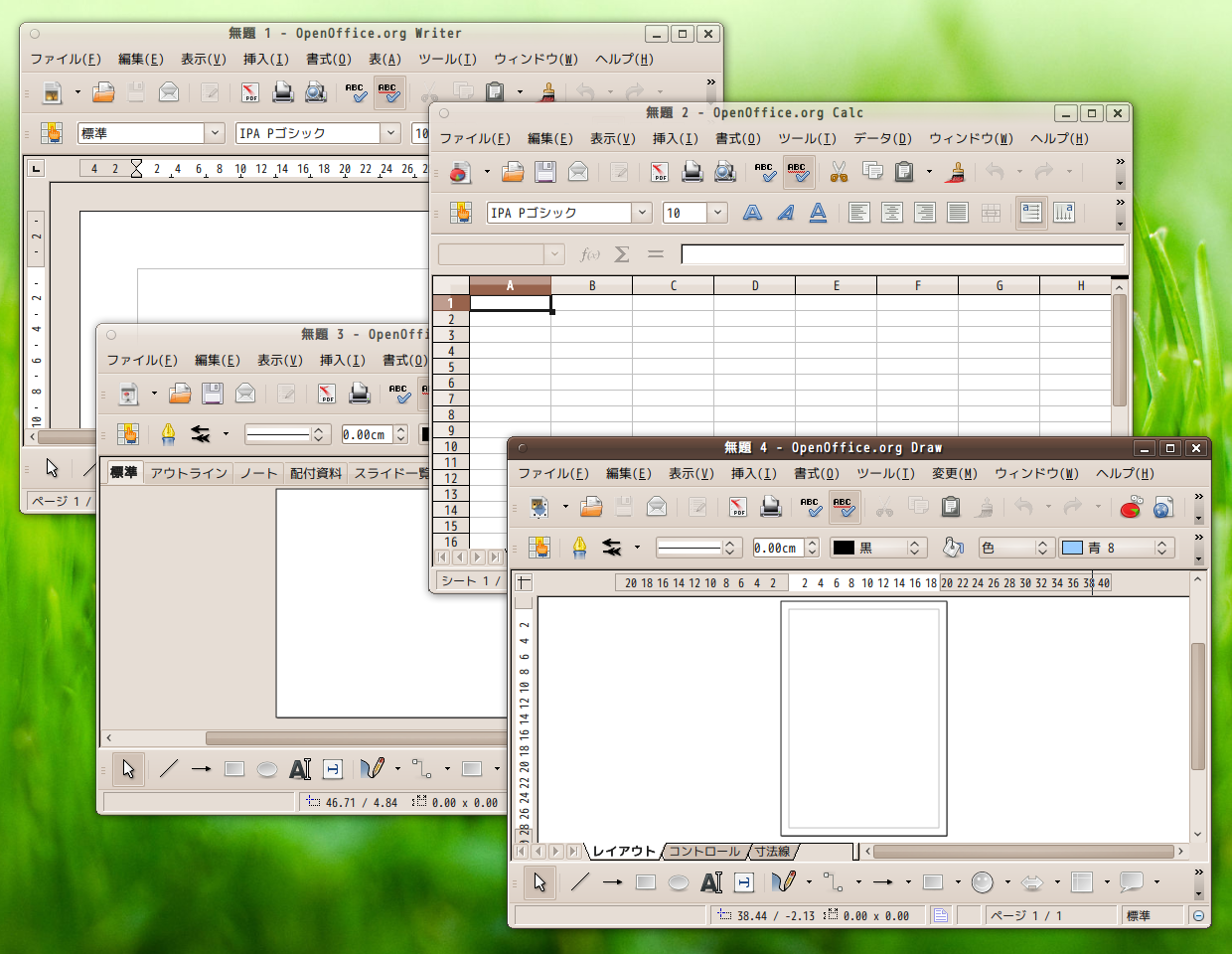
辦公室套件OpenOffice.org，图中包含 Writer / Calc / Impress / Draw

辦公室套件是一组面向利用電子設備為工具的知識工作者，用于提高工作效率的软件統稱，通常具備不同的功能使他們可以完成所需的要求，而通常以成套的方式一次性销售，近來隨著潮流的發展，已經改為以訂閱制與雲端化為主要的服務型態。這些產品引入圖像化用户界面後，它们的設計有一致的操作邏輯，并通常能够互相交互。
个人计算机上最早的办公室套件是1980年代初MicroPro International的StarBurst，包括WordStar文字处理器、CalcStar电子表格和DataStar数据库软件。其他办公室套件在1980年代也出现了，而Microsoft Office在1990年代崭露头角，一直保持着市场主导地位，截至2019年仍然如此。

## 组件
目前的辦公室套件包含各类组件的整合。但基本组件包括三類最基本的辦公室文件為核心的編輯工具（文件、表格、投影片）：
- 文字处理器
- 電子試算表
- 简报软体（英语：presentation program）

较不常见的组件包括（部分功能甚至已經併入上述工具中）：
- 数据库
- 图像套件（英语：Graphics suite）（點陣圖圖像編輯器，向量圖形編輯器，图像浏览器）
- 桌面出版软件
- 公式編輯器
- 图表软件
- 電子郵件用戶端
- 个人信息管理系统
- 笔记软件
- 群件
- 项目管理软件